# Кожанська селищна територіальна громада
Кожанська селищна територіальна громада — територіальна громада в Україні, у Фастівському районі Київської області. Адміністративний центр — с. Кожанка.
Площа громади — 335,41 км², населення — 8317 осіб (2020).
Утворена 12 червня 2020 року шляхом об'єднання Кожанської селищної ради та Волицької, Дмитрівської, Малополовецької, Пилипівської, Скригалівської, Триліської, Яхнівської сільських рад Фастівського району.

## Населені пункти
До складу громади входять 2 селища (Кожанка, Степове) і 13 сіл:
- Волиця
- Дмитрівка
- Єлизаветівка
- Королівка
- Малополовецьке
- Пилипівка
- Півні
- Скригалівка
- Софіївка
- Ставки
- Тарасівка
- Триліси
- Яхни

## Старостинські округи
- №1 Волицький
- №2 Дмитрівський
- №3 Малополовецький
- №4 Пилипівський
- №5 Скригалівський
- №6 Триліський
- №7 Яхнівський